# Sheng Keyi
Sheng Keyi (Chinees: 盛可以, Yiyang, 1973) is een Chinees schrijfster en kunstschilder, die in haar werk regelmatig sociale problemen aankaart, met speciale aandacht voor de ervaringen van vrouwen. Verschillende van haar boeken konden niet in China worden uitgegeven, omdat uitgevers bang waren voor de censuur.
Sheng Keyi werd in 1973 geboren in Yiyang. Ze groeide op in een zeer arm gezin in het dorpje Huaihai Di in de provincie Hunan, als jongste van vier kinderen. Op haar negentiende kocht ze een treinkaartje naar de zuidelijke stad Shenzhen, waar ze een baan vond bij een effectenfirma. In Shenzhen begon ze met het schrijven van korte verhalen, en na een poosje ging ze als redacteur bij een literair tijdschrift werken. Ze maakte wat naam, maar besloot journalistiek te gaan studeren in de noordelijke stad Shenyang om zich verder te ontwikkelen als schrijfster.
In 2004 verscheen haar eerste roman Meisjes uit het noorden, over twee jonge vrouwen uit Hunan die naar Shenzhen trekken om hun geluk te beproeven. Het boek was een succes en werd meermalen herdrukt. Sheng heeft sindsdien nog meerdere romans en korte verhalen gepubliceerd. Haar boek Doodsfuga, dat sterk verwijst naar de Tiananmenprotesten van 1989, kon niet in China verschijnen vanwege de censuur en werd in plaats daarvan uitgegeven in Taiwan. Hetzelfde gebeurde met Het metaforen-afkickcentrum.
Sheng Keyi’s werk is vertaald in onder andere het Engels en het Frans, maar nog nauwelijks in het Nederlands. De Engelse vertaling van Meisjes uit het noorden, Northern Girls: Life Goes On (vertaald door Shelly Bryant), verschenen in 2012, werd genomineerd voor de Man Asian Literary Prize.